# Emérico Hirschl

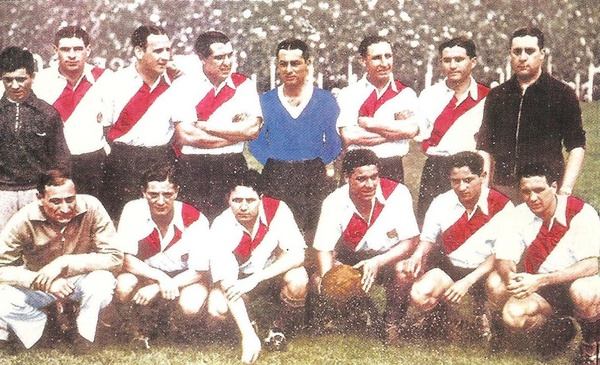
Hirschl (v. l.) mit der Meistermannschaft von River Plate 1936

Emérico Hirschl, auch Emérico Hirsch bzw. Imre Hirschl, (* 11. Juni 1900 in Apostag; † September 1973 in Buenos Aires, Argentinien) war ein ungarischer Fußballspieler und -trainer.

## Karriere
Vielfach wird angegeben, dass Hirschl als Spieler für Ferencváros Budapest aktiv war. Man hört auch, dass er zudem in Jugoslawien, Österreich und Frankreich gespielt haben soll. Faktisch ist er aber bei keinem Verein Bedeutung als Spieler nachweisbar. Der Budapester Húsos FC (in den 1920er Jahren Saison Zweitligist, u. a. Zwangsrelegiert wg. Bestechung in jener Zeit) ist der einzige Klub, der ihn in seinen Aufzeichnungen haben soll. Von seiner Tochter Gabriela, eine Psychoanalystin in Buenos Aires (es geht kaum typischer bonarensisch, in der Welthauptstadt der Psychoanalyse), hörte man, dass er als Minderjähriger im Ersten Weltkrieg auf der Seite der Briten und danach auf Seiten der Zionisten in Palästina an Kämpfen, die Narben an der Hüfte und dem Handgelenk hinterließen, teilgenommen habe. Sie berichtet zudem, dass er, nachdem was sie weiß, aus einer wohlhabenden Familie sei und auch in der Tschechoslowakei fußballte. Ansonsten weiß auch sie wenig von der Vergangenheit ihres Vaters.
1929, in dem Jahr, in dem sich auch Ferencvaros auf Tour nach Südamerika aufmachte, soll er sich in Paris um ein Visum nach New York bemüht und dabei zufällig den Präsidenten von Palmeiras, Eduardo Matarazzo, einen der reichsten Brasilianer und von 1928 bis 1931 Präsident von Palestra Itália, später SE Palmeiras genannt, in São Paulo getroffen haben, der ihm ein Engagement bei seinem Verein in São Paulo zugesichert habe soll. Er soll dann dort im selben Jahr als Assistenztrainer und auch für zwei Spiele als Cheftrainer gearbeitet haben.
Im Zusammenhang mit der Südamerika-Tour 1929 von Ferencvaros in Brasilien taucht er dann wieder auf: Faktisch ist, dass er sich Mitte 1930 in São Paulo erfolgreich den südamerikareisenden New Yorker Hakoah All-Stars (s. a. New York Hakoah) um Béla Guttmann, der auf ihn später als „Budapester Metzger“ Bezug nahm, als Masseur angedient haben soll. So bereiste er mit diesen Argentinien, wo den All Stars aber, laut Guttmann, das Geld für seine Bezahlung ausgegangen sein soll.
Hirschl pries sich daraufhin bei den Vereinen in Buenos Aires als der Ex-Trainer von Hakoah an und soll so schließlich 1932 den Trainerjob bei Gimnasia y Esgrima La Plata bekommen haben. Mit der Mannschaft von GELP verlor er die ersten drei Spiele und gewann in der Hinrunde nur drei, aber sie erwirtschaftete sich in dieser Ära den Beinamen El Expreso Platense und wurde am Saisonende Siebter, zehn Punkte hinter dem Meister, was als großer Erfolg angesehen wurde. Er selbst bekam den Beinamen el Mago („der Zauberer“). 1933 spielte GELP lange Zeit um die Meisterschaft mit, aber zwei höchst umstrittene Schiedsrichterentscheidungen in der Schlussphase der Saison in Partien gegen Boca Juniors und San Lorenzo setzten den Hoffnungen ein Ende. GELP wurde Sechster, diesmal aber nur mit vier Punkten Abstand zum Meister San Lorenzo. Die Mannschaft erzielte dabei 90 Tore, mehr als jede andere. Hirschl führte in seiner Zeit bei GELP einige Spieler, zum Teil gegen die Vorstellungen der Vereinsführung, ein, die nachhaltigen Ruf in der Vereinsgeschichte haben sollten. Darunter Arturo Naón, der Rekordtorschütze von GELP.
Zu Beginn des Jahres 1935 übernahm er die Trainerposition beim Spitzenverein River Plate in Argentinien. Mit dem Klub aus Buenos Aires gewann er 1936 und 1937 die Meisterschaft. 1938 wurde er dort durch Renato Cesarini ersetzt. 1939 besetzte er die Trainerstelle bei Rosario Central.
Ab 1940 war er bis zum Abschluss der Brasilientournee bis Februar 1942 bei GELP. Anschließend war er beim bonarenser Vorortsverein CA Banfield und 1944 wieder beim CA San Lorenzo Trainer. Dort ereilte ihn allerdings im Dezember 1943 die Sportsgerichtsbarkeit: Ein Spiel von Banfield stand unter dem Verdacht von Schiebung und Hirschl war einer von zehn Protagonisten, die in diesem Zusammenhang gesperrt wurden. Als Konsequenz war er anschließend in Argentinien nicht mehr gefragt.
Ende August 1944 gab der brasilianische Conselho Nacional de Desportos die Genehmigung, dass Hirschl in Porto Alegre den dortigen EC Cruzeiro coachen darf. Er trat die Position dort Anfang 1945 an und blieb bis zu seinem Rücktritt im Juni 1946 bei Cruzeiro. Er musste sich mit 75.000 Cruzeiros aus seinem laufenden Vertrag rauskaufen, als er sich Mitte 1946 entschloss, den Erstligisten CD Marte in Mexiko-Stadt zu trainieren, wo er sich für zwei Saisons verpflichtete. Nachfolger bei EC Cruzeiro wurde Telemaco Frazäo de Lima, historisch betrachtet ein Urgestein von Grêmio FBPA, wo er 1940 sogar Präsident war.
Am 29. März 1949 unterschrieb er einen Vertrag beim CA Peñarol in der uruguayischen Hauptstadt Montevideo. Seine dortige Tätigkeit nahm er am 8. Mai jenes Jahres auf. Es wird berichtet, dass er die erste Trainingseinheit vor 1500 Zuschauern mit dem gesamten über 40 Spieler umfassenden Kader der Mannschaften aus den ersten drei Ligen durchführte. Sodann trainierte Hirschl, der in Uruguay unter dem Namen Emérico Hirsch geführt wurde, die Montevideaner mindestens bis 1951. Hirschl, der mit Peñarol wie sein Vorgänger Randolf Galodway das WM-System spielen ließ, gewann mit dem Team in den Jahren 1949 und 1951 die uruguayische Meisterschaft. Laut Luciano Álvarez währte seine Traineranstellung sogar bis 1953. 1955 kehrte er Álvarez zufolge kurzzeitig für ein letztlich erfolgloses Engagement zu den Aurinegros zurück. Teilweise wird das Jahr 1956 für diese zweite Station bei den Montevideanern geführt. Mindestens im Januar 1961 betreute er erneut River Plate aus Buenos Aires.

## Erfolge
- Argentinischer Meister: 1936, 1937
- Uruguayischer Meister: 1949, 1951